# Ladan (Ort)
Ladan (ukrainisch und russisch Ладан) ist eine Siedlung städtischen Typs im Südosten der ukrainischen Oblast Tschernihiw mit etwa 6300 Einwohnern (2014).

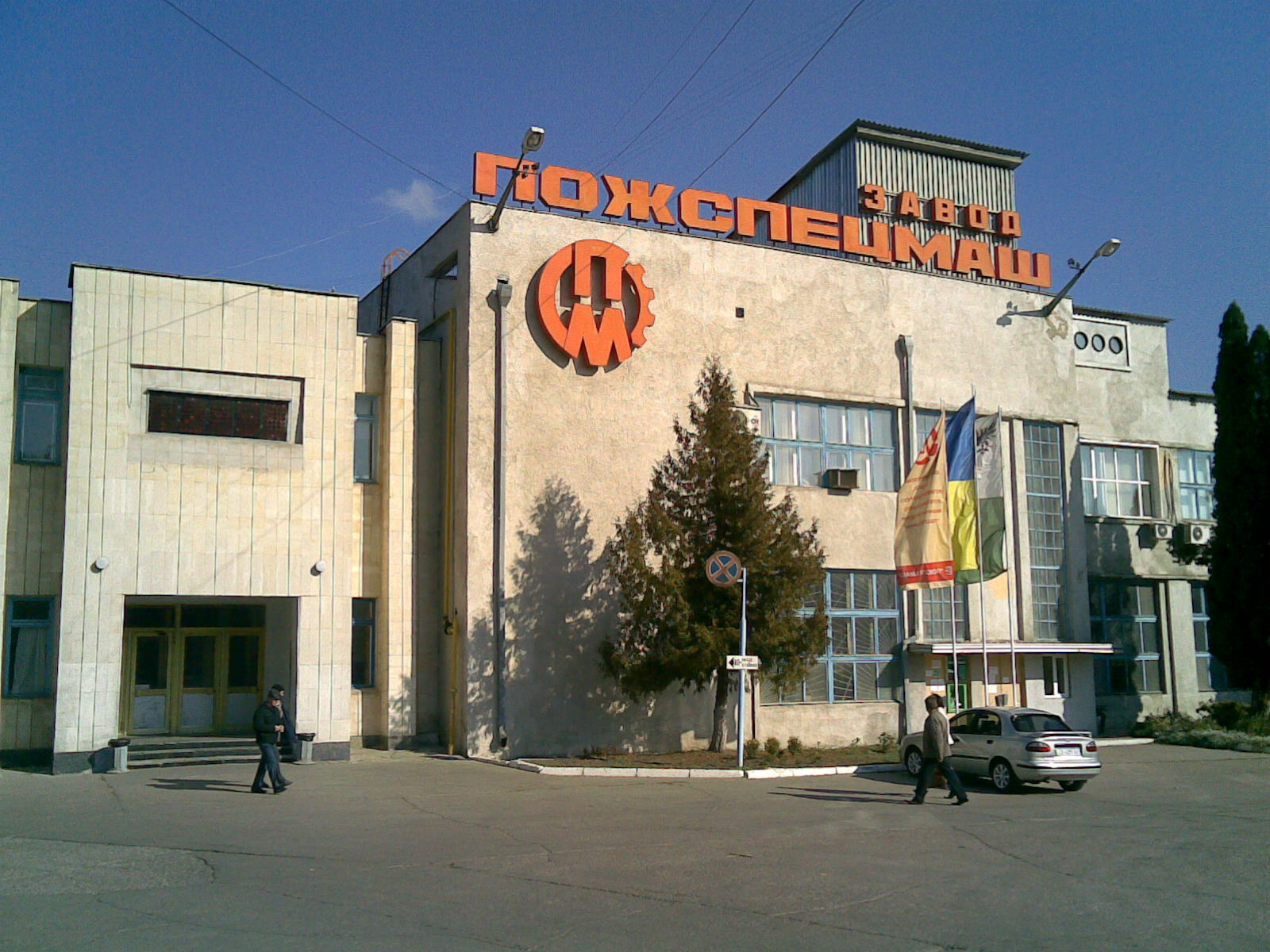
Fabrik in der Ortsmitte von Ladan

Die 1603 gegründete Ortschaft besitzt seit 1938 den Status einer Siedlung städtischen Typs.

## Geographie
Ladan liegt am Ufer des Udaj und an der Territorialstraße T–25–30 im Rajon Pryluky 172 km südöstlich vom Oblastzentrum Tschernihiw und 18 km südöstlich vom Rajonzentrum Pryluky. Die Ortschaft Warwa liegt 14 km östlich und das
zur Siedlungsgemeinde Ladan zählende Dorf Podyschtsche (Подище ⊙) mit etwa 780 Einwohnern befindet sich 5 km östlich von Ladan.

## Verwaltungsgliederung
Am 12. Juni 2020 wurde die Siedlung zum Zentrum der neugegründeten Siedlungsgemeinde Ladan (Ладанська селищна громада/Ladanska selyschtschna hromada). Zu dieser zählten auch die 6 in der untenstehenden Tabelle aufgelisteten Dörfer, bis dahin bildete sie zusammen mit dem Dorf Podyschtsche die gleichnamige Siedlungsratsgemeinde Ladan (Ладанська селищна рада/Ladanska selyschtschna rada) im Südosten des Rajons Pryluky.
Folgende Orte sind neben dem Hauptort Ladan Teil der Gemeinde:
| Name                     | Name       | Name                  |
| ukrainisch transkribiert | ukrainisch | russisch              |
| ------------------------ | ---------- | --------------------- |
| Holubiwka                | Голубівка  | Голубовка (Golubowka) |
| Iwkiwzi                  | Івківці    | Ивковцы (Iskowzy)     |
| Krasljany                | Красляни   | Красляны              |
| Lysky                    | Лиски      | Лыски (Lyski)         |
| Podyschtsche             | Подище     | Подище (Podischtsche) |
| Rybzi                    | Рибці      | Рыбцы (Rybzy)         |